# Demi-dollar Liberté

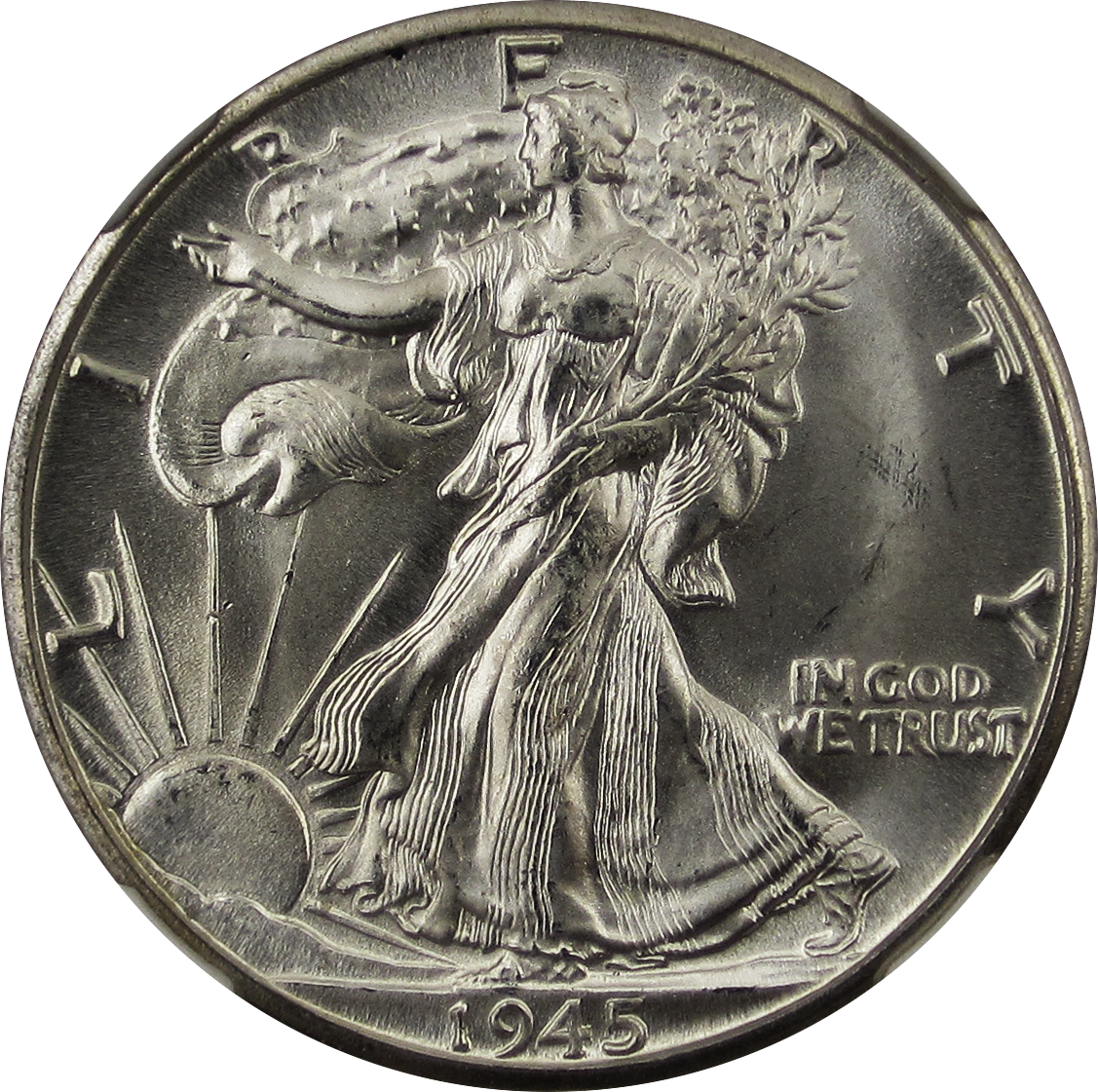
Avers de la pièce d'un demi-dollar Liberté.

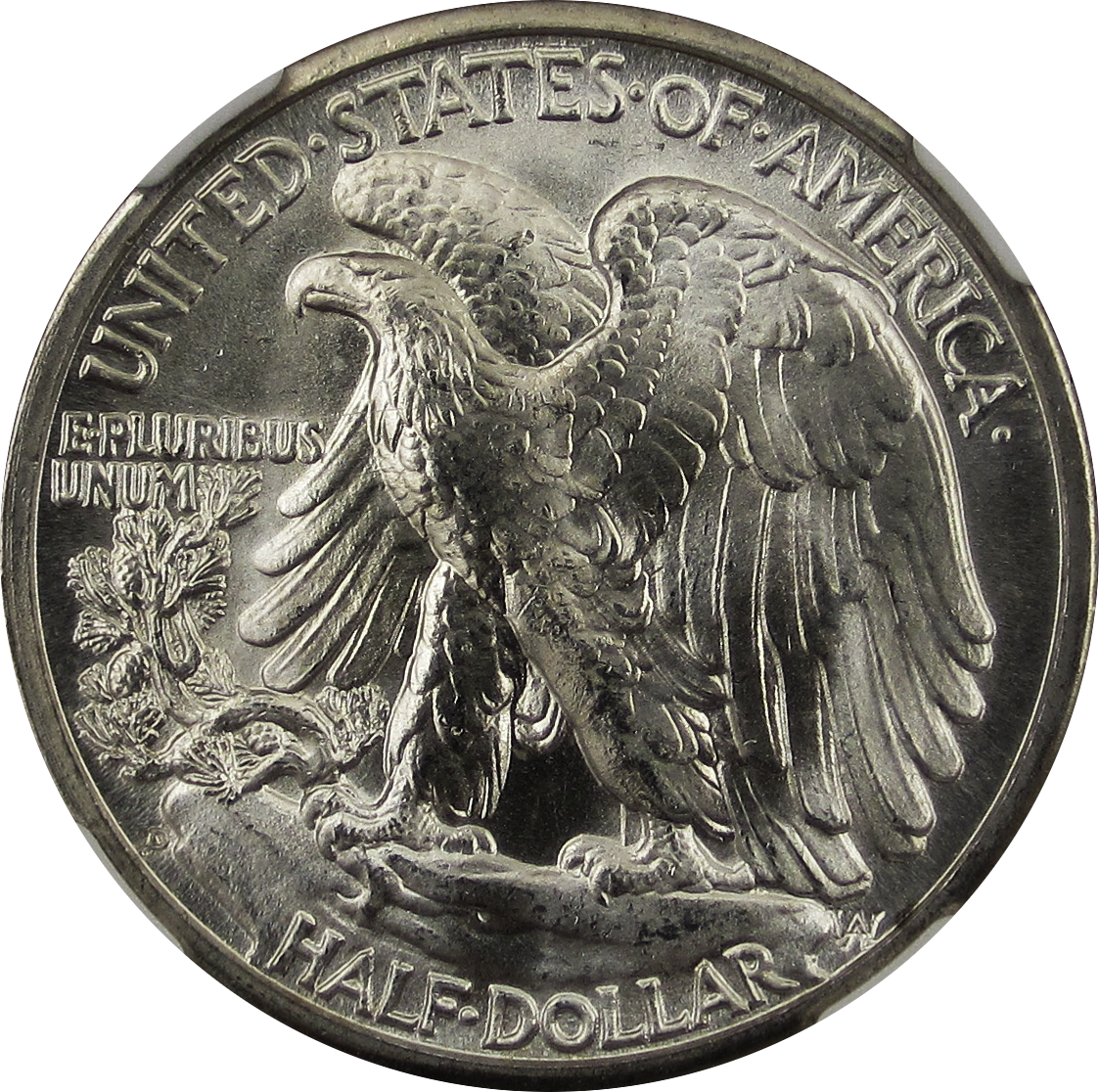
Revers de la pièce d'un demi-dollar Liberté. Le "D" à gauche indique le lieu de frappe qui est Denver.

Le demi-dollar Liberté est une pièce en argent (900 pour 1 000) émise entre 1916 et 1947 aux États-Unis. Le graphisme de cette pièce est souvent considéré comme étant le plus beau parmi les pièces émises aux États-Unis,. Elle est l'œuvre de Adolph A. Weinman célèbre sculpteur et graveur qui se serait inspiré de la Semeuse gravée par Oscar Roty. Elle est par ailleurs fréquemment surnommée "Walker" par les américains. 

## Valeur et rareté
La valeur de cette pièce dépend fortement de l'état de conservation, du millésime et de l'atelier de frappe de celle-ci. D'après A Guide Book of United States Coins 2020 les cotes vont de 9 $ à 32 000 $. Comme toutes les pièces en argent, elle possède une valeur intrinsèque.  
Bien que la plupart de ces monnaies ne sont pas rares, il n'en reste qu'une proportion relative. À titre d'exemple, le nombre estimé d'exemplaires de la 1918 S qui ont survécu est de 150 000 exemplaires, sur les 10 282 000 frappés.  Bien sûr, ces chiffres ne constituent pas une référence absolue et sont discutés,.
Des fausses d'époque  existent également ainsi que des exemplaires truqués ou faux de toutes pièces dans le but de tromper les collectionneurs,.

## Historique
En 1915, le nouveau directeur du Mint (équivalent de la Monnaie de Paris) Robert Woolley en est arrivé à se dire qu'il n'était pas seulement légal, mais nécessaire de remplacer les pièces qui circulaient depuis 25 ans (celles composées par Barber qui était Mint engraver). Woolley a donc demandé l'organisation d'un concours à l'issue duquel Weinman sortit gagnant.
Le modèle pris est celui d'une femme nommée Elsie Kachel Stevens. Ce portrait, pris 3 ans avant l'émission de cette pièce, orne également la pièce Mercury Dime.  

### Modification des coins
La plupart des millésimes sont frappés faiblement, notamment au niveau de détails tels que la jambe et le bras gauche, les lignes de la tête et de la robe ainsi que les plumes de l'aigle au revers. Des tentatives (sans succès) ont été effectuées afin d'éliminer ces défauts, et ce, à plusieurs reprises. Les deux premières modifications ont été effectuées par George T. Morgan en 1918 et 1921 (renforcement des lignes de la robe) suivies en 1937 et 1938 de celles faites par John R. Sinnock. Les monnaies bien frappées méritent donc une plus-value.
Par ailleurs, la marque d'atelier a été déplacée en 1917 de l'avers vers le revers selon la volonté du Directeur du Mint de l'époque, Friedrich Johannes Hugo von Engelken qui lui trouvait une apparence de défaut en plus d'être proéminente. Cependant, il a quitté son poste de Directeur avant que la modification soit faite. C'est donc son successeur, Raymond T. Baker qui a mené à bien l'ordre de déplacer la marque d'atelier.

### Antériorité et postérité
Bien que la pièce ait été émise en 1916, il existait déjà des essais frappés sur des flans ordinaires. Ces derniers sont rares et diffèrent de la pièce émise par le placement, la police d'écriture et la taille des lettres. 
Le dessin a été repris, modifié en 1986 sur les pièces nommées Silver Eagle.  